# USS Boston (1884)
Pour les autres navires du même nom, voir USS Boston.
Le cinquième USS Boston fut un croiseur protégé de l’US Navy. Il fut construit sur les chantiers John Roach & Sons en Pennsylvanie (États-Unis) des années 1880.

Il fut le second croiseur de l'unité Squadron of Evolution.

## Histoire
L'USS Boston ne fut mis en service effectif qu'à partir de 1888. Il fit son voyage inaugural vers le Guatemala et Haïti pour la protection des ressortissants américains. Il a ensuite rejoint l'escadron de l'Évolution le 30 septembre 1889 pour naviguer conjointement vers la Méditerranée, l'Amérique du Sud (7 décembre 1889 - 29 juillet 1890), et le long de la côte Est en 1891.

L'USS Boston a quitté New York le 24 octobre 1891 pour l'Océan Pacifique, via le cap Horn, pour arriver à San Francisco le 2 mai 1892.
Il est resté sur la côte ouest jusqu'à son entrée au chantier naval de Mare Island Naval Shipyard dans la baie de San Francisco le 4 novembre 1893. Durant cette période il a participé au coup d'État mettant un terme au royaume d'Hawaï (11 août 1892 - 10 octobre 1893).
Remis en service le 15 novembre 1895, l'USS Boston a rejoint l'escadre asiatique à Yokohama, au Japon, le 25 février 1896. Il est resté en Extrême-Orient pour protéger les intérêts américains durant les quatre années suivantes durant la guerre hispano-américaine, de la bataille de la baie de Manille du 1er mai 1898 jusqu'à la capture de Manille le 13 août 1898.
L'USS Boston est revenu à San Francisco le 9 août 1899 pour être mis en réserve à Mare Island Navy Yard à partir du 15 septembre 1899 jusqu'au 11 août 1902 et rejoignit ensuite l'escadre du Pacifique. Du 16 au 25 juin 1905, il  a représenté l’US Navy à  la Lewis and Clark Centennial Exposition  à Portland en Oregon.
Entre le 23 avril et le 10 mai 1906, il a aidé aux secours des victimes du tremblement de terre de San Francisco. Puis il fut mis en réserve au Puget Sound Navy Yard de Bremerton (État de Washington) le 10 juin 1907.
Du 15 juin 1911 à septembre 1916, il servit de navire-école pour l’Oregon Naval Militia puis a été prêté à l’United States Shipping Board du 24 mai 1917  à juin 1918.

Le 18 juin 1918, il est reparti à Mare Island Navy Yard pour être aménagé en navire de réception puis remorqué jusqu'à l'île de Yerba Buena, en Californie, où il a servi de navire jusqu'en 1946.
Le 9 août 1940, il a été rebaptisé USS Despatch, sixième navire de l’US Navy  à porter ce nom, libérant ainsi son nom original pour le nouveau croiseur lourd USS Boston (CA-69). Le vieux bateau a été reclassé USS Despatch (IX-2), le 17 février 1941.

Le Despatch a été remorqué vers la mer pour être coulé au large de San Francisco le 8 avril 1946. Deux canons de 200 mm ont été placés dans Hamlin Park à Shoreline (Washington DC).